# Bjørnø

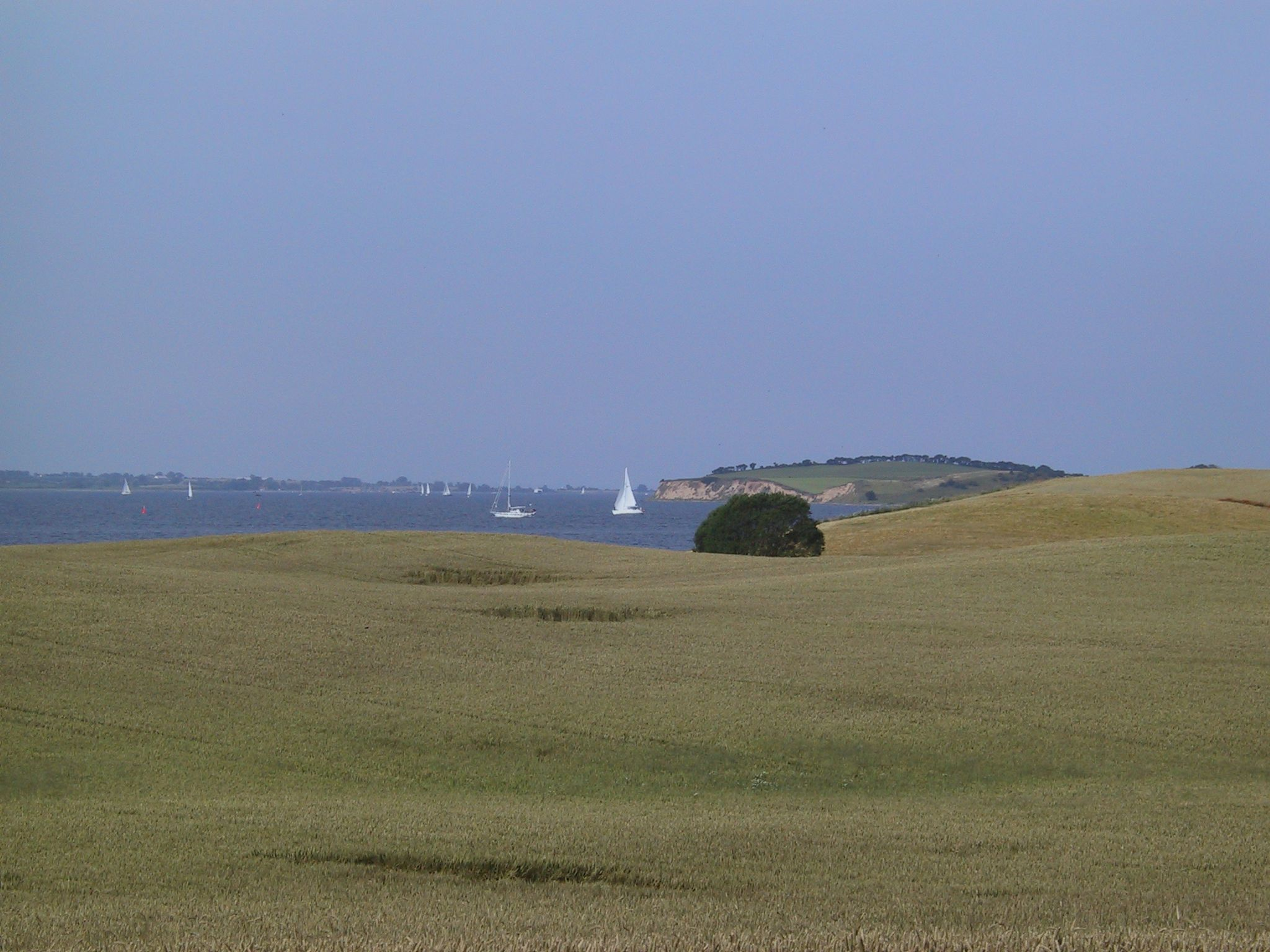

Bjørnø é uma ilha dinamarquesa situada a Sul de Funen. A ilha cobre uma área de 1,5 km² e tem uma população de 40 habitantes. A ilha pode ser alcançada através de ferry boat a partir de Faaborg.